# Wydział Agrobioinżynierii Uniwersytetu Przyrodniczego w Lublinie
Wydział Agrobioinżynierii Uniwersytetu Przyrodniczego w Lublinie (dawn. Wydział Rolniczy) – jeden z sześciu wydziałów Uniwersytetu Przyrodniczego w Lublinie. Jego siedziba znajduje się przy ul. Akademickiej 13 w Lublinie.

## Struktura
- Instytut Genetyki, Hodowli i Biotechnologii Roślin
- Instytut Gleboznawstwa, Inżynierii i Kształtowania Środowiska
  - Pracownia Biologii Gleby
  - Pracownia Przyrodniczych Podstaw Leśnictwa
  - Pracownia Rekultywacji Gleb i Gospodarki Odpadami
- Katedra Chemii Rolnej i Środowiskowej
  - Zakład Kształtowania Jakości i Standaryzacji Surowców Roślinnych
- Katedra Ekologii Rolniczej
- Katedra Ekonomii i Agrobiznesu
- Katedra Herbologii i Technik Uprawy Roślin
  - Pracownia Agroturystyki i Rozwoju Obszarów Wiejskich
- Katedra Łąkarstwa i Kształtowania Krajobrazu
  - Pracownia Studiów Krajobrazowych i Gospodarki Przestrzennej
  - Stacja Dydaktyczno-Badawcza w Sosnowicy
- Katedra Mikrobiologii Środowiskowej
  - Pracownia Mikologiczna
- Katedra Roślin Przemysłowych i Leczniczych
  - Pracownia Oceny Jakościowej Surowców Zielarskich
- Katedra Technologii Produkcji Roślinnej i Towaroznawstwa
  - Pracownia Towaroznawstwa Produktów Roślinnych
  - Zakład Agrometeorologii
- Katedra Turystyki i Rekreacji
- Katedra Zarządzania i Marketingu[4]

## Kierunki studiów
- Rolnictwo
- Towaroznawstwo
- Ekonomia
- Inżynieria środowiska
- Turystyka i rekreacja
- Gospodarka przestrzenna
- Leśnictwo
- Bioinżynieria
- Agrobiznes[5]

## Władze
Dziekan: prof. dr hab. Barbara Kołodziej

Prodziekani: dr hab. Sylwia Andruszczak; dr hab. Halina Lipińska; prof. dr hab. Cezary Kwiatkowski